# Helicteres dentata
Helicteres dentata là một loài thực vật có hoa trong họ Cẩm quỳ. Loài này được F. Muell. ex Benth. mô tả khoa học đầu tiên năm 1863.